# Basterdamarant
De basterdamarant (Amaranthus hybridus subsp. hybridus) is een eenjarige plant uit de amarantenfamilie (Amaranthaceae). De plant komt van nature voor in Noord-Amerika en heeft zich van daaruit als neofyt verspreid over de gehele wereld. Het aantal chromosomen is 2n = 32.
De plant wordt 30-80 cm hoog. De groene soms roodachtigpurpere, rechtopstaande, sterk vertakte stengel is kaal of weinig behaard. De groene elliptisch-eironde tot ruitvormige, 4-15 cm lange en 2-6 cm brede bladeren hebben aan de top een korte punt. De steelblaadjes zijn 2,5-6 mm lang.
De eenhuizige plant bloeit van juli tot in de herfst met groen- of roodachtige, eenslachtige bloemen. De bloem heeft vier of vijf lancetvormige, 1,5-3 mm lange bloemdekbladen met een 2-3,5 mm lang, puntvormig schutblaadje. De bloemen zitten aan de top van de stengel in een onbebladerde pluim. De mannelijke bloemen zitten aan de top van de pluim en hebben meestal vijf meeldraden. De stijl van de vrouwelijke bloem heeft drie stempels.
De 1,5-2,5 mm grote, eivormige, afgeplatte vrucht is een recht overdwars openspringend (dehiscent), eenzadig nootje, dat korter is dan de bloemdekbladen. Het gerimpelde dekseltje is stevig en geribd. De zwarte tot donkerroodbruine, gladde, 1-1,3 mm grote zaden zijn eivormig en glanzend. Bij de Franse amarant (Amaranthus hybridus subsp. bouchonii) is de 1,3-1, 8 mm lange vrucht niet openspringend.
De basterdamarant komt voor op droge, voedselrijke grond voornamelijk in industriegebieden, maar ook op akkerland en rivieroevers.

## Namen in andere talen
- Duits: Ausgebreiteter Fuchsschwanz
- Engels: Green Amaranth, Green Pigweed, Slim Amaranth, Smooth Amaranth, Smooth Pigweed
- Frans: Amarante verte, Amarante hybride